# Katherine McIntire
Katharine Angela McIntire (* 1876 in Richmond, Virginia; † 1960 in Charlottesville, Virginia) war eine US-amerikanische Malerin und Kunstpädagogin, die vor allem für ihre Landschaften und Stillleben bekannt wurde.

## Leben
Katharine A. McIntire wurde 1876 in Richmond (Virginia) geboren. Sie studierte Kunst an der School of the Museum of Fine Arts in Boston und setzte ihre Ausbildung später in New York fort. McIntire war Mitglied mehrerer Künstlervereinigungen, darunter der Boston Art Club und die National Association of Women Painters and Sculptors. Sie stellte ihre Werke regelmäßig in regionalen Galerien sowie bei größeren Ausstellungen an der Ostküste aus. Neben ihrer Tätigkeit als Malerin unterrichtete sie Kunst an verschiedenen Schulen und engagierte sich in Künstlerinnenverbänden für die Förderung von Frauen in der Kunst. Katharine A. McIntire starb 1960.